# Học viện WSB
Học viện WSB là một cơ sở giáo dục đại học nằm ở Dąbrowa Górnicza, Ba Lan. Trường được thành lập năm 1995. Trường chuyên về các ngành Kinh tế học, Khoa học xã hội, Nhân văn học, kỹ thuật, an ninh và y học.
Trường có cơ sở chính tại Dąbrowa Górnicza và các khoa tại Cieszyn, Żywiec, Olkusz, Kraków, Gliwice, Jaworzno, Katowice, Warszawa và Tychy¹. Năm 2023, trường cung cấp 26 ngành học trình độ đại học và thạc sĩ, chương trình thạc sĩ liên thông, tổ chức học song bằng, các chương trình Executive MBA và Thạc sĩ Quản trị Kinh doanh (đối tác: EY Academy of Business), điều hành trường tiến sĩ, các chương trình tiến sĩ và hội thảo tiến sĩ.
Trường tham gia các chương trình quốc tế như: Erasmus+, Norway Grants, Cơ quan Trao đổi Hàn lâm Đức (DAAD), Quỹ Visegrad, Quỹ Trao đổi Thanh niên Ba Lan-Litva.
Đại học WSB hoạt động nghiên cứu khoa học và có các chứng nhận quốc tế: Quỹ Thúc đẩy và Công nhận Khoa học Kinh tế EPOQUS; Chứng nhận quốc tế CEEMAN IQA; Nhãn hiệu EUR-ACE®, Ủy ban Kiểm định các Trường Đại học Kỹ thuật (KAUT).